# 文科恋曲
《文科恋曲》（英語：Liberal Arts）是一部2012年美国喜剧剧情电影。同时也是乔許·拉德诺编剧、导演、主演的第二部电影。电影讲述了35岁的Jesse（乔許·拉德诺饰）和一个19岁女大学生Zibby（伊丽莎白·奥尔森饰）之间的浪漫爱情故事。这部影片2012年1月首演于圣丹斯电影节。

## 剧情
Jesse Fischer（喬許·拉德诺饰）是纽约市一名35岁的大学招生官员，他热爱文学和语言，但是不满意他的生活和事业，且近期恢復單身。他认为他一生中最快乐的时光是在一所俄亥俄州未提及名字的文理学院度过，在那里他可以與跟他臭味相投的人們，專心一致地研究诗歌。他的前英语教授Peter Holberg（理查德·詹金斯饰）邀请Jesse回大学参加Peter的退休庆祝会。Jesse遇到了19岁的Zibby（伊丽莎白·奥尔森饰），一个正学習戏剧的大二学生，同时也是Peter一位朋友的女儿。
庆祝会晚宴后，Jesse誤入了一場宿舍派對，在那里他巧遇了Zibby。他们同意在第二天一起喝咖啡。他们整整一下午一起在校园散步讨论生活、书籍和音乐。他还遇到了他心仪已久的浪漫主义文学老师Judith Fairfield（艾莉森·珍妮饰），以及認識了一个聪明但沮丧的学生Dean（John Magaro饰），他就像Jesse一样总是随身带着本书。在Jesse离开之际，Zibby要求保持联系，他们成为笔友，并成为通过手写信件关系越来越近。

## 演员表
- 乔許·拉德诺（Josh Radnor） 饰 Jesse Fisher
- 伊丽莎白·奥尔森（Elizabeth Olsen） 饰 Zibby
- 理查德·詹金斯（Richard Jenkins）饰 Peter Hoberg教授
- 艾莉森·珍妮（Allison Janney） 饰 Judith Fairfield教授
- John Magaro 饰 Dean
- Elizabeth Reaser（英语：Elizabeth Reaser） 饰 Ana
- Kate Burton (actress)|Kate Burton 饰 Susan
- Robert Desiderio 饰 David
- 扎克·埃夫隆（Zac Efron） 饰 Nat
- Kristen Bush 饰 Leslie
- Ali Ahn 饰 Vanessa
- Ned Daunis 饰 Eric
- Gregg Edelman 饰 Robert
- Steve Chugg 饰 Dive Bartender deleted scene 62